# Port lotniczy Takapoto
Port lotniczy Takapoto – port lotniczy położony na wyspie Takapoto, należącej do Polinezji Francuskiej.

## Linie lotnicze i połączenia
| Linia Lotnicza | Kierunek              |
| -------------- | --------------------- |
| Air Tahiti     | 1. Papeete 2. Takaroa |